# Кретц, Джин
Джин Аллан Кретц (англ. Gene Allan Cretz; род. 20 апреля 1950) — американский дипломат, посол США в Гане с 11 сентября 2012 года. С декабря 2008 по май 2012 года возглавлял посольство США в Ливии. Кретц владеет несколькими иностранными языки, включая арабский, китайский, дари и урду.

## Биография
Джин Кретц родился в Олбани, штат Нью-Йорк, учился в средней школе Хакетта, в 1968 году окончил старшую школу Олбани. В 1972 году он окончил Рочестерский университет со степенью бакалавра в английской литературе, в 1975 году он получил степень магистра в лингвистике в Университете штата Нью-Йорк в Буффало. В качестве волонтёра Корпуса мира Кретц служил в Кабуле в 1975—1977 годах. С 1977 по 1979 годы он преподавал английский язык в старшей школе Олбани.
В марте 1981 года Кретц стал сотрудником государственного департамента США. Его дипломатическая карьера началась с должности сотрудника консульства в Исламабаде в 1982—1984 годах. Затем Кретц по году работал в центре операций и в бюро по вопросам Ближнего Востока. В 1986—1988 годах он работал в посольстве в Дамаске, в 1988—1991 годах — в Дели, в 1991—1994 годах — в Тель-Авиве, где он отвечал за вопросы, связанные с арабским населением и сектором Газа.
Вернувшись в США, Кретц получил должность в Бюро по делам международных организаций, был ответственным по Ближнему Востоку при ООН. В 1998—2001 годах Кретц работал в Пекине. В 2001 году он был назначен советником-посланником по экономическим и политическим вопросам в Каир. По возвращении в Дамаск в августе 2003 года Кретц был назначен заместителем посла, затем до января 2004 года был поверенным в делах. С августа 2004 по август 2007 годы он занимал пост заместителя главы дипломатической миссии в Тель-Авиве.
11 июля 2007 года президент Буш выставил кандидатуру Кретца на должность посла США в Ливии, назначение было подтверждено Сенатом 20 ноября 2008 года. Это посольство стало первым после вывода дипломатической миссии США из Ливии в 1972 году. За это время, по его словам, отношения между США и Ливией улучшились, а у самого посла сложились рабочие отношения с сыновьями Муаммара Каддафи, Саифом аль-Исламом и Муттазимом. В опубликованной на сайте WikiLeaks дипломатической почте Кретц рассуждал о здоровье ливийского лидера и его отношениях с украинской медсестрой Галиной. Из-за скандала в январе 2011 года посол покинул Ливию и вернулся в США, хотя официально оставался в должности до мая 2012 года. 11 апреля 2012 года президент Обама выдвинул Джина Кретца на должность посла в Гане. Назначение было подтверждено Сенатом 2 августа 2012 года, вступление в должность состоялось 11 сентября того же года.